# Sarri (Lladurs)
Sarri és una masia situada al poble de Timoneda, al municipi de Lladurs, comarca del Solsonès.
N'existeixen referències en documents de caràcter feudal a partir de l'any 997, el primer, un pergamí de pell on apareix mencionada amb el curiós nom de Villa Sarri. Això es podria atribuir a un origen italià de la família Sarri o també a l'establiment dels Sarri a Lladurs remuntant-se als temps de l'Imperi Romà on els Sarri serien uns patricis que s'hi establirien després de la conquesta visigoda.
Va estar habitada per la família Sarri fins a mitjans del segle xix, quan va emigrar cap a la comarca veïna de la Segarra. Ha tingut influència en els topònims del voltant: camps, devesa i serrat de Sarri. Des de la masia és divisa molt territori: Montserrat, el serrat del Port del Comte i tota la plana.